# Коппола, Элинор
Элинор Джесси Коппола (англ. Eleanor Jessie Coppola; 4 мая 1936, Лос-Анджелес, Калифорния, США — 12 апреля 2024, Rutherford, Калифорния, США) — американский режиссёр-документалист, художник и писательница. Супруга режиссёра Фрэнсиса Форда Копполы.

## Биография
Элинор Джесси Нил родилась 4 мая 1936 года в Лос-Анджелесе, Калифорния. Её отец был политическим карикатуристом для Los Angeles Examiner, он умер, когда ей было 10 лет. Она и её братья воспитывались их матерью, Дельфиной Нил (урожденной Лоугид) в Сансет-Бич, Калифорния. Элинор окончила Калифорнийский университет в Лос-Анджелесе со степенью в области прикладного дизайна и была членом женского братства Альфа Чи Омега (отделение Альфа Пси).
Работая на съёмках фильма ужасов 1962 года «Слабоумие 13» она познакомилась со своим будущим мужем Фрэнсисом Фордом Копполой. Элинор была помощником художественного руководителя, в то время как Коппола дебютировал в качестве режиссёра с этим фильмом. Пара встречалась уже несколько месяцев, когда Элинор обнаружила в 1963 году, что беременна. Первоначально Элинор рассматривала возможность передачи ребёнка на усыновление, но Фрэнсис Форд Коппола убедил её в обратном. Пара поженилась в Лас-Вегасе 2 февраля 1963 года, и у них родился их первый сын Джан-Карло Коппола. В 1965 году Элеонора родила сына Романа, а в 1971 году — дочь Софию.
В 1992 году стала обладательницей прайм-таймовой премии «Эмми» за участие в документальном фильме «Сердца тьмы», а также получила номинацию на премию Гильдии режиссёров США.
Помимо многолетней работы в документальном кино, также является режиссёром художественных фильмов «Париж подождёт» (2017) и «Любовь, любовь, любовь» (2020).
Скончалась 12 апреля 2024 года, в возрасте 87 лет.

## Фильмография

### Режиссёр
- 2017 — Париж подождёт / Paris Can Wait
- 2020 — Любовь, любовь, любовь / Love Is Love Is Love